# Baardsnuitmot
De baardsnuitmot (Platytes alpinella) is een vlinder uit de familie grasmotten (Crambidae). De spanwijdte van de vlinder bedraagt tussen de 18 en 22 millimeter. De soort komt verspreid over Europa, het gebied rond de Kaukasus en het oosten van Rusland voor.

## Waardplanten
De baardsnuitmot heeft soorten mossen als waardplanten, met name uit het geslacht Tortula.

## Voorkomen in Nederland en België
De baardsnuitmot is in Nederland en in België een vrij algemene soort. De soort heeft jaarlijks één generatie, die vliegt van juni tot september.